# Тимирязев, Богдан Афанасьевич
Варфоломей-Богдан Афанасьевич Тимирязев — русский государственный деятель XVII века, воевода. Сын Афанасия Афанасьевича Тимирязева, лихвинского дворянина. Предок Климента Аркадьевича Тимирязева.
В июне 1626 — феврале 1630 гг. воевода в Перемышле. В 1630 г. — воевода в Крапивне, в 1632—1634 в Черни; 10 июля 1634 г. велено ему быть в Москве, а на его место в Чернь послан Федор Бунаков. Затем снова служил воеводой в Черни и в 1639—1642 снова в Крапивне. С марта 1652 по февраль 1656 воевода в Мосальске.
От времени его воеводства в Мосальске сохранились: от августа 1655 г. составленная Т. роспись «столником и стряпчим и дворяном московским и жильцом, которые по государеву указу, коих челобитье для болезни с его государевой и(з) смоленска отпущены по древням до срока до йльина дня нынешняго 163 году и их самих и поместей и вотчиных и крестьян в мосалску и в мосалском уезде нет»; от 1655 г. же отписка о сборе рабочих подвод, в ответ на полученный им 24 февраля того же года указ из Монастырского приказа; от 1656 г. черновая отписка Т. о наборе войск, в коей Т. уведомляет государя, что согласно царской грамоте от 17 декабря 1655 г. о наборе охочих людей в стрельцы он посылал «кликать во многих торг», однако никто не объявился, потому «что которые стрелецкие и казачьи дети в масалску и те все в службе в стрельцах и в казаках, а иных вольных никаких людей в мосалску и в мосалском уезде нет».
В сохранившейся отписке Данилы Племянникова государю от 1656 г. Племянников извещал, что февраля с 14 принял от Т. воеводство в Мосальске.

## Дети
- Яков, жилец, в 1661 убит на Басе.
- Степан, дворянин московский (1676), воевода на Тульских и Венёвских засеках (1677), воевода в Дорогобуже (1683).